# Chimène Badi
Chimène Badi (Melun, 30 ottobre 1982) è una cantante francese con origini algerine.

## Biografia
Ha pubblicato due album per la Universal e un disco per la Polydor: molti lavori realizzati da Chimène sono entrati in classifica in patria, in Belgio e in Svizzera, Dis-moi que tu m'aimes ha raggiunto il primo posto nella classifica francese. 
Nel 2011 ha cantato in duetto con il cantante soul statunitense Billy Paul nel singolo Ain't No Mountain High Enough.

## Discografia parziale

### Album in studio
- 2003 – Entre nous
- 2004 – Dis-moi que tu m'aimes
- 2006 – Live à l'Olympia
- 2006 – Le miroir
- 2010 – Laisse-les dire
- 2011 – Gospel & Soul
- 2015 – Au-delà des maux